# Dreamworld (livre)
Dreamworld est un recueil de nouvelles fantastiques de l'écrivain français Cédric Sire.
Le recueil regroupe neuf nouvelles sur le thème du monde des rêves.

## Éditions imprimées
- Première édition en grand format, (fr) Dreamworld, Éditions Nuit d'avril, 2007, 264 p.  (ISBN 978-2350720371)

- Réédition en grand format, Dreamworld, Éditions Le Pré aux clercs, 2009, 288 p.  (ISBN 978-2-84228-375-9)